# Equipo de Copa Davis de Italia
El Equipo italiano de Copa Davis es el representativo de Italia en la máxima competición internacional por naciones de tenis. Su organización está a cargo de la Federación Italiana de Tenis.

## Historia
El equipo italiano debutó en la competición en la edición de 1922. Logró el título en tres oportunidades, en los años 1976, 2023 y 2024; y fue finalista en seis ocasiones.

### Títulos
- 1976: cuando venció a Chile como visitante en Santiago por 4-1.
- 2023: cuando venció a Australia en Málaga (España) por 2-0.
- 2024: cuando venció a Países Bajos en Málaga (España) por 2-0.

## Actualidad
En la Copa Davis 2007 Italia comenzó su participación ante Israel, por la segunda ronda del grupo I de la zona Europa/África. La serie se disputó en la ciudad de Ramat Hasharon, Israel, entre el 6 y el 8 de abril de 2007, resultando ganador el equipo israelí por 3-2.
La derrota obligó al equipo italiano a jugar contra Luxemburgo por la primera ronda de play-offs del Grupo 1 de la Zona Europa/África. Dicho encuentro se disputó en la ciudad de Alghero, Italia, entre el 20 y el 22 de julio de 2007. El equipo italiano ganó la serie por 4-1 y así aseguró su permanencia en dicho grupo para el 2008.
En el 2008, el equipo italiano debutó en la segunda ronda frente a la recientemente descendida Croacia en Croacia sobre canchas de carpeta. Tras una sorprendente victoria de Simone Bolelli ante Ivo Karlović (N.º 18 del ranking mundial) en el primer partido, Italia estuvo a muy poco de lograr dar la gran sorpresa. Luego de la victoria de Mario Ančić sobre Andreas Seppi y del dobles croata, Seppi volvió a entusiasmar a los italianos al ganarle en 5 reñidos sets a Marin Čilić, llevando la serie a un definitorio quinto punto. Allí Bolelli no puedo repetir lo del primer día y Mario Ančić lo derrotó fácilmente en sets corridos. De esta forma, Italia deberá jugar por la permanencia en el Grupo Europa/África I ante el equipo de Letonia.
| Jugador        | Individuales | Dobles |
| -------------- | ------------ | ------ |
| Paolo Lorenzi  | 5 - 4        | 0 - 1  |
| Andreas Seppi  | 18 - 19      | 4 - 2  |
| Simone Bolelli | 7 - 9        | 12 - 5 |
| Fabio Fognini  | 21 - 8       | 7 - 5  |